# گمینا یانگکووو
گمینا یانگکووو (به لهستانی:  Gmina Janikowo) یک گمینا در لهستان است که در شهرستان اینوروتسواف واقع شده‌است. گمینا یانگکووو ۹۲٫۳ کیلومتر مربع مساحت و ۱۳٬۶۳۵ نفر جمعیت دارد.